# Turó dels Castellets
El Turó dels Castellets és una muntanya de 1.368 metres que es troba al municipi d'Ogassa, a la comarca catalana del Ripollès.